# Giuliano Cora
Giuliano Egidio Cora (Costigliole d'Asti, 14 agosto 1884 – Firenze, 26 ottobre 1968) è stato un diplomatico italiano che fu ambasciatore d'Italia in Bulgaria dal 1931 e al 1934, in Cile dal 1935 al 1937 e in Cina dal 1937 al 1938.

## Biografia
Conseguì il diploma presso il Reale istituto di Scienze Sociali di Firenze nel 1906 e nell'anno successivo entrò in Carriera diplomatica in seguito a concorso. 
La prima destinazione diplomatica fu Washington nel 1907, seguita nel 1911 dalla prima esperienza ad Addis Abeba, dove rimase fino al 1913 e dove tornerà in diverse altre occasioni durante la sua carriera. Successivamente prestò servizio a Belgrado (1913-1915) e a Londra nel 1915, prima di essere nuovamente trasferito nello stesso anno ad Addis Abeba, dove rimase fino al 1918.
La successiva destinazione fu Tokio dal 1918 al 1921, seguita nuovamente da Londra durante la quale, dal novembre 1921 al febbraio 1922, fece parte della delegazione italiana alla conferenza di Washington per il disarmo e l'Estremo Oriente.
Tornò ad Addis Abeba nel dicembre del 1926 come Ministro Plenipotenziario e, anche grazie alle sue precedenti esperienze e conoscenze nel Paese, riuscì a ridurre le tensioni esistenti con l'Italia. Nell'agosto del 1928 firmò il Trattato italo-etiope ad Addis Abeba in nome del re d'Italia Vittorio Emanuele III insieme a Ras Tafari Makonnen.
Nel marzo del 1931 presentò le credenziali come Ministro Plenipotenziario in Bulgaria mentre il Paese balcanico attraversava un periodo piuttosto complicato soprattutto a causa degli effetti della crisi economica europea. Pertanto ebbe difficoltà a far decollare le relazioni bilaterali fra Italia e Bulgaria e nel 1934 venne sostituito da Giuseppe Sapuppo. In Bulgaria conobbe Yanka Zocorsky che diventò successivamente la sua seconda moglie, dopo una lunga relazione.
Nel 1937 venne trasferito a Shanghai come Ambasciatore in Cina, e vi fu molto attivo. A causa di incomprensioni con alcuni esponenti fascisti in missione nel Paese, oltre che di un certo suo dissenso nei confronti della progressiva linea politica fascista sempre più a favore del Giappone, fu richiamato in Italia nel 1938. Venne collocato anticipatamente a riposo per decisione del Ministro degli Esteri Galeazzo Ciano il 21 giugno del 1938, ma venne successivamente richiamato in servizio nel 1944 e destinato ad Ankara.
Cora rimase attivo nel corso degli anni Cinquanta e Sessanta e pubblicò vari saggi di ricordi personali sulla sua carriera diplomatica, fra i quali quello dedicato al suo rapporto professionale con Mussolini.
Morì a Firenze il 26 ottobre 1968 dopo breve malattia.

## Pubblicazioni
- Giuliano Cora, Istruzioni per lo studio della colonia eritrea, Firenze, Società di studi geografici e coloniali e Società di antropologia, 1905.
- Giuliano Cora, Belgrado 1914, in Rivista di studi politici internazionali, 8, 1941.
- Giuliano Cora, Il Giappone e l’Occidente, in Rivista di studi politici internazionali, 8, 1941.
- Giuliano Cora, L’Etiopia durante la prima guerra mondiale, in Rassegna Italiana, 9, 1942.
- Giuliano Cora, Giuseppe Colli di Felizzano, in Rivista di studi politici internazionali, 10, 1943.
- Giuliano Cora, Il trattato italo-etiopico del 1928, in Rivista di studi politici internazionali, 15, 1948.
- Giuliano Cora, Italia e Etiopia, Biblioteca di Studi politici internazionali, Firenze, 1951.
- Giuliano Cora, La ripresa delle relazioni diplomatiche fra l’Italia e l’Etiopia, in Rivista di studi politici internazionali, XIX, 1952.
- Giuliano Cora, Cecil Rhodes costruttore d'impero, Empoli, Tip. Poligrafico Toscano, 1954.
- Giuliano Cora, Ricordi del 1º Congresso coloniale in Asmara, in Rivista di studi politici internazionali, 23, 1956.
- Giuliano Cora, Il disarmo generale e la Conferenza di Washington (1921-1922), in Rivista di studi politici internazionali, 31, 1964.
- Giuliano Cora, Un diplomatico durante l’era fascista, in Storia e Politica, 5, 1966.